# Indianen i skåpet
Indianen i skåpet (engelska: The Indian in the Cupboard) är en amerikansk familjefilm från 1995 i regi av Frank Oz. Filmen bygger på novellen romanen med samma namn av Lynne Reid Banks.

## Handling
På sin födelsedag får en skolpojke vid namn Omri ett litet skåp utan nyckel som hittats någonstans på gatan av sin bror. Omris mamma, som har en hel samling nycklar, ger honom en passande nyckel och pojken låser in en plastfigur av en indian i skåpet. Föreställ dig pojkens förvåning när han hörde att någon försökte ta sig ut ur garderoben. På ett magiskt sätt blev figurinerna som placerades i skåpet levande men fortfarande väldigt små.

## Rollista
| Roll        | Skådespelare       | Svensk röst        |
| ----------- | ------------------ | ------------------ |
| Omri        | Hal Scardino       | Filip Sellberg     |
| Lilla Björn | Litefoot           | Joachim Bergström  |
| Boone       | David Keith        | Bengt Järnblad     |
| Patrick     | Rishi Bhat         | Johan Halldén      |
| Jane        | Lindsay Crouse     | Katarina Ewerlöf   |
| Tommy       | Steve Coogan       | Staffan Hallerstam |
| läraren     | Nestor Serrano     | Per Eggers         |
| Victor      | Richard Jenkins    | Ulf Eklund         |
| Gillon      | Vincent Karthesier | Trolle Carlsson    |
| Adiel       | Ryan Olson         | Samuel Sjöblom     |
| Lucy        | Sakina Jaffrey     | Görel Crona        |
| Emily       | Cassandra Brown    | Sally Kahn         |
| Sam         | Christopher Moritz | David Wiik         |

- Övriga svenska röster – Gabriel Hermelin, Simon Moser-Nielsen, Robert Sjöblom, Roger Sellberg
- Svensk översättning, bearbetning, regi – Robert Sjöblom
- Mixare – Lars Klettner
- Svensk version producerad av Barrefelt Produktion AB[8][9]